# 學民思潮

寫有組織標語「民主會戰勝歸來，後有巨浪承接這變改」的學民思潮標誌

學民思潮（英語：Scholarism），前稱學民思潮反對德育及國民教育科聯盟，是一個已解散的香港學生政治社會運動組織，於2011年5月29日成立，主張透過社會運動改變政治體制。
此組織召集人為黃之鋒，發言人為黃子悅。由於大部份成員早已非中学生，分別成立不同組織及參政，學民思潮決定於2016年3月20日停止運作。2016年4月10日建立追求民主自決之政黨香港眾志 。

## 成立

### 創立經由

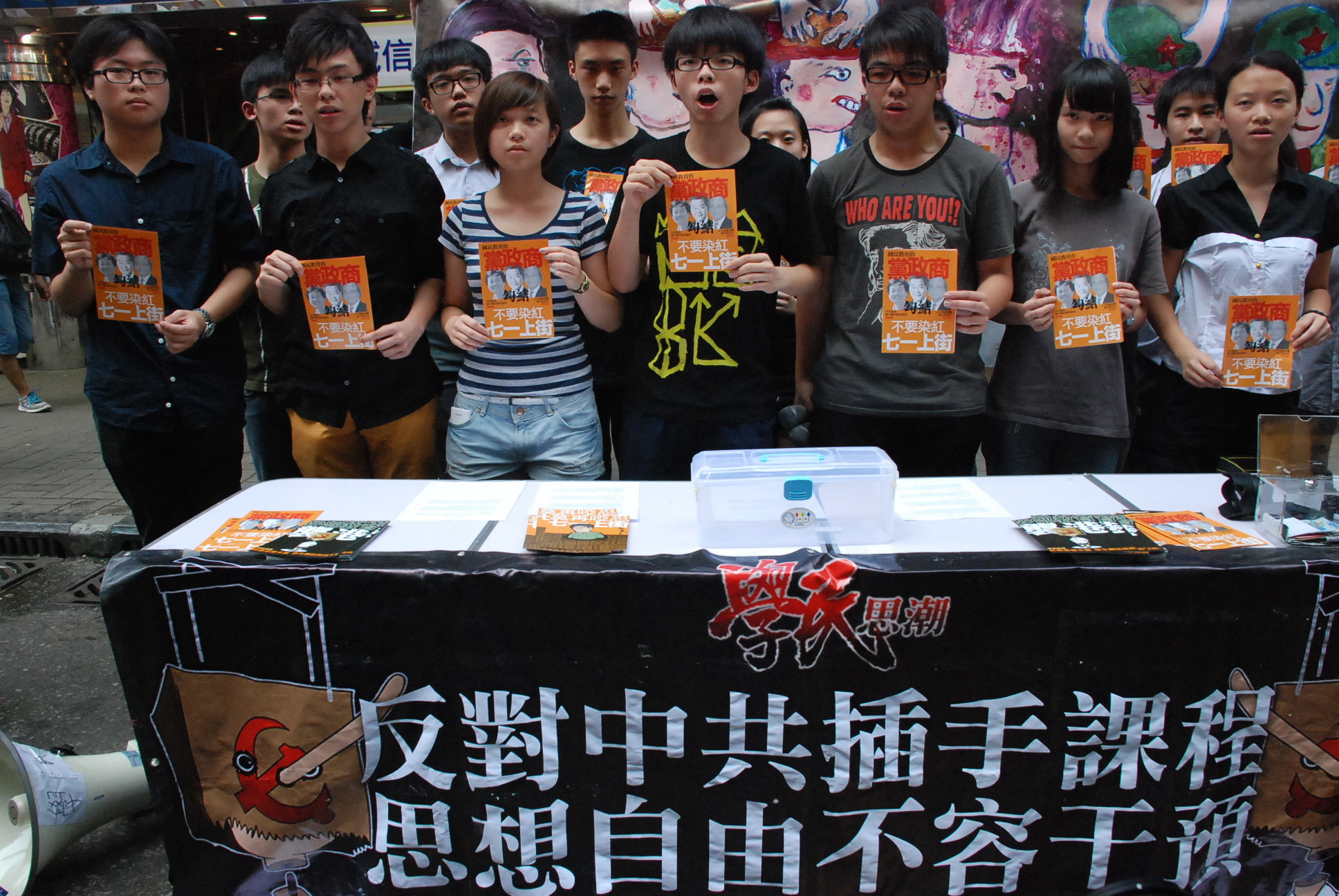
學民思潮呼籲市民參與2012年七一大遊行以反對德育及國民教育科

香港特別行政區政府於2011年中旬提出於中、小學設立德育及國民教育科，並向公眾發佈此科的諮詢文件。當時有意見認為國民教育是中國政府企圖管制學生思想、浪費上課時間及浪費公帑。
香港特別行政區政府對此科的公眾諮詢，對象只限於部份校長和教師，學生並未包括在諮詢名單內。有見及此，為了有效表達學生的意見和監察設立此科目的影響，學生組織「校園意志」、民間組織「九十後動員」和90後社運人士聯手籌組「反對德育及國民教育科聯盟」以反對德育及國民教育科。
2011年5月29日，「學民思潮」正式成立，並由「校園意志」主席林朗彥、「九十後動員」負責人鍾曉晴和黃之鋒擔任召集人，當時組織宗旨是反對香港政府設立德育及國民教育科。當時還是中學生的林、黃二人曾於母校滙基書院（東九龍）一同參選學生會。林及後辭去召集人一職並退居幕後，減少發言，負責更多文宣及構思各類型的活動，召集人餘下黃、鍾二人。鍾於2012年6月發出聲明，指學民思潮已改變了目標，不再彰顯成立宗旨，因此宣布「九十後動員」退出學民思潮，唯兩個組織的方向仍然一致。自此召集人只有黃之鋒一人。

### 名稱由來
「學民」一詞來自本有學生的身份，而學生亦帶有香港公民的身份，故此必須履行公民義務，積極參與公共社會事務。「思潮」一詞則來自五四運動，當年學生撇棄中國舊有傳統思想，追求「德先生」（Democracy，民主）和「賽先生」（Science，科學），渴望民主、思想和言論自由。組織者決意以當年的學生運動作榜樣，追求自由開放的思想自由，而非盲目的愛國情懷。
學民思潮組織在成立初期命名為「學民思潮 反對德育及國民教育科聯盟」，以示組織團隊以撤回德育及國民教育科為目標，關心政府在德育及國民教育科上推行的政策；後來在2012年3月刪去「反對德育及國民教育科聯盟」，只保留「學民思潮」，以表示除反對德育及國民教育科外，亦會廣泛關心社會議題。

## 反對德育及國民教育科

### 初期
2011年6月27日，學民思潮召集人黃之鋒到立法會公聽會就政府設立德育及國民教育科發言，並且與各民間組織於立法會外進行記者會，要求政府聆聽民間接組織的訴求。7月1日，學民思潮首次參與七一大遊行，要求撤回德育及國民教育科。2011年8月21日，學民思潮首次舉辦遊行，同樣要求撤回德育及國民教育科。
2012年3月，學民思潮進行改革，改以「改變始於足下」為口號，並表示將透過示威、遊行、記者招待會和街站等一連串社會行動，要求政府撤回德育及國民教育科。而學民思潮亦會廣泛關心社會議題。5月13日，學民思潮到教育局抗議，要求撤回德育及國民教育科；同日參與抗議警權無限大遊行。5月29日，學民思潮參與「愛國民主大遊行」，要求平反六四。6月30日，學民思潮成員馬樂晴參與遊行期間被大支裝胡椒噴霧噴中，引起爭議。7月1日，再次參與七一大遊行。

### 行動升級
2012年7月1日起，學民思潮連續6日向剛上任的教育局局長吳克儉示威，向吳贈送「說謊麵包」「誠實豆沙包」「記憶麵包」等，要求撤回德育及國民教育科。7月2日，剛上任的行政長官梁振英到屯門落區，學民思潮在場內抗議，要求撤回德育及國民教育科。7月15日，學民思潮在元朗追擊正出席論壇的吳克儉，期間論壇乘亂腰斬。
7月15日，學民思潮召集人黃之鋒出席城市論壇，在談及有報道指嘉賓之一的工聯會背景小學老師余綺華有意參選同年9月的立法會教育界功能組別時被余綺華拍案怒罵。事件隨後引起市民關注，而學民思潮亦開始為人熟悉。
由於學民思潮在要求撤回國民教育科的立場上和教師組織香港教育專業人員協會（教協）相近，遂與家長組織國民教育家長關注組及教協組成民間反對國民教育科大聯盟。7月29日，與民間反對國民教育科大聯盟合辦全民行動，反對洗腦，7月29日，萬人大遊行。
8月5日，學民思潮因應政府仍然堅持不撤回德育及國民教育科，發起「全民行動，十區街站，收集簽名」聯署行動，動員150人，連續八日於全港十區設街站，獲得國民教育家長關注組及另一學生組織「大專行動」等組織的支持及協助。學民思潮亦計劃在8月13日至8月20日期間連續狙擊多位立法會候選人，要求候選人就德育及國民教育科表態。在8月26日至8月28日期間，學民思潮參與了「守護孩子，自由長征，23公里長征」。

### 佔領政府總部

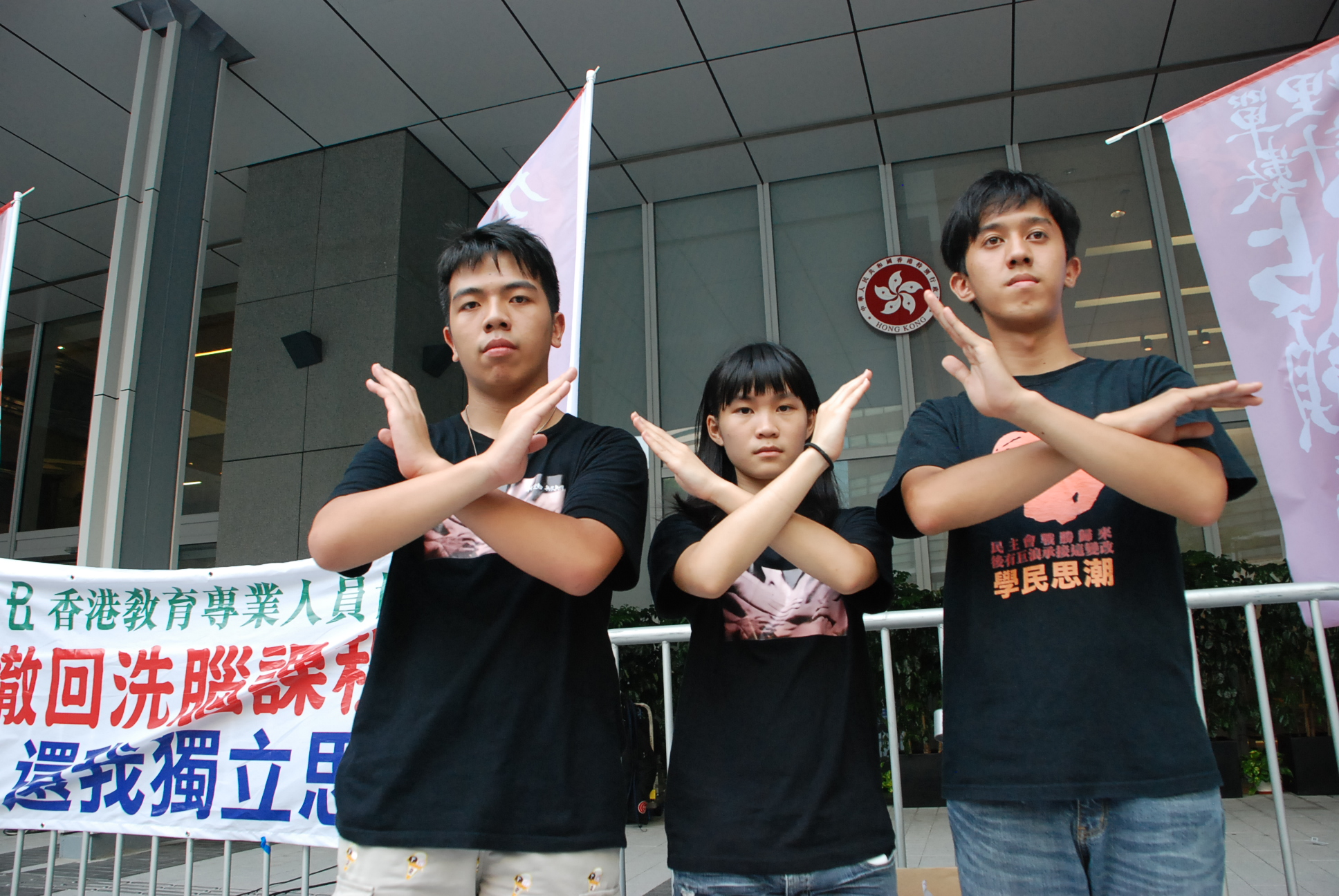
絕食54小時的3名學民思潮成員——林朗彥、黃莉莉和凱撒

8月30日，學民思潮發起「埋單計數，撤回課程，佔領政總」行動，原計劃佔領至9月1日；同時3名成員——林朗彥、凱撒和黃莉莉宣布開始絕食。他們在絕食宣言中引北島《宣言》一段「在沒有英雄的年代裏，我只想做一個人」，稱他們只想做個普通的中學生，但「我們已無計可施了」。他們原定絕食72小時，但身體太虛弱，唯有將絕食時間縮短至56小時。9月1日，學民思潮協辦「良心話事，守護孩子」公民教育開學禮大集會。集會上，10名大學生、教師及退休教師宣布接力學民思潮3名成員的絕食行動。大會宣布共有4萬人參與當晚的集會，警方數字則為8100人。9月3日，全港中小學開學，反國教聯盟舉辦「鐵屋吶喊，撤回課程」大集會，約有1萬人參加。9月7日，當天發起全城黑衣日，超過12萬人包圍政府總部。

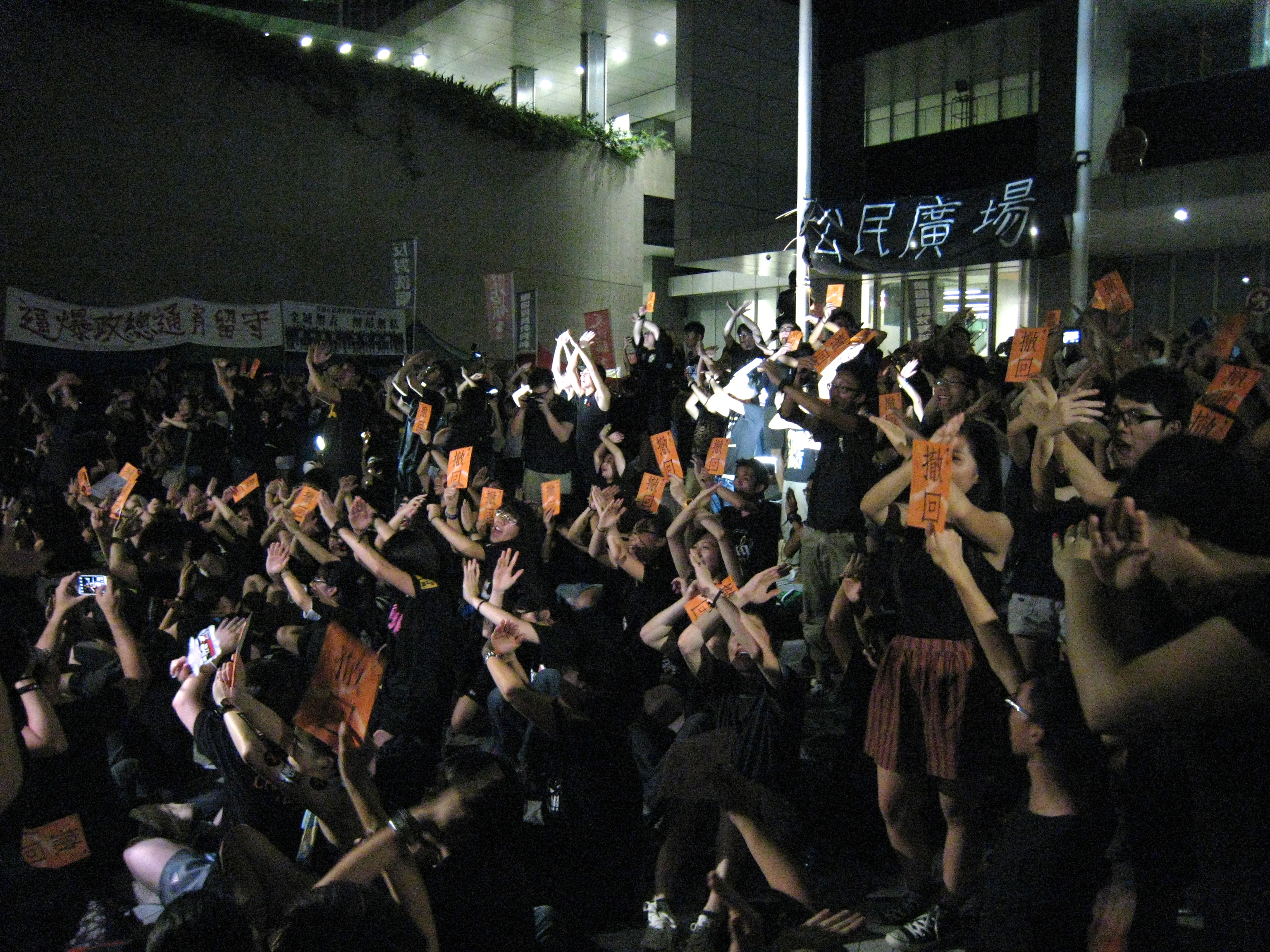
學民思潮在政府總部前集會，攝於2012年9月7日

香港行政長官梁振英於9月8日黃昏召開記者會，宣布讓步方案，包括“三年的開展期限取消、開科與否由學校自行決定、檢討課程指引及承諾在五年任期內不會再推動國教科獨立成科”，唯不會撤回課程指引。黃之鋒認為這次佔領行動是個「歷史奇蹟」，但只要政府仍未撤回課程指引，學民思潮仍會繼續抗爭。佔領行動持續至9月9日凌晨，反國教聯盟宣佈結束集會。

### 後續行動
學民思潮其後召集學生於校內成立關注組，並印製詳細介紹反國教經由的「反洗腦小冊子」在各校園派發。學民思潮亦呼籲學生在9月28日公益金便服日穿著黑色衣服，支持反國教行動。9月19日，學民思潮在青年事務委員會交流會上向教育局局長吳克儉請願示威，在場上舉起「停推政治任務　還我一國兩制」標語。9月30日（中秋節）至10月1日（國慶日），學民思潮發起「終極尋狼」行動，嘗試狙擊梁振英，要求梁撤回課程指引，但都未能跟梁會面，失敗而回。

## 投身香港民主運動
2013年6月23日，學民思潮發表以「全民普選 全民提名 重奪政府」為題的聲明，公布政改方案，主張「全民提名、全民普選」。

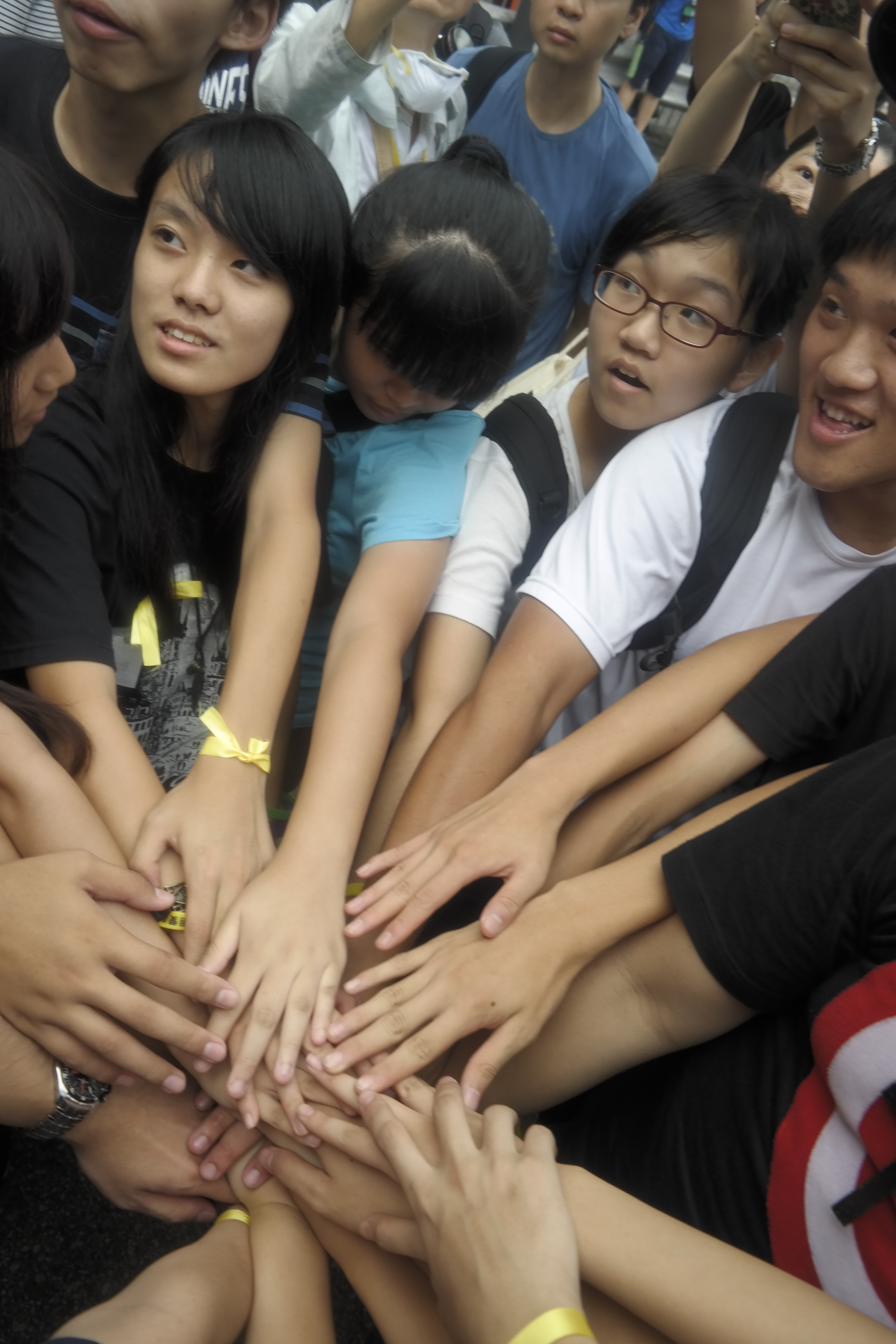

學民思潮經過討論，經成員大會表決後，得出對2016年立法會選舉、2017年特首選舉、2020年立法會選舉的政改方案目標。根據聲明，學民方案跟其他團體發表的方案的主要不同之處在於：一、全港選民等同提名委員會，以符合「全民提名」的目標；二、於2016年廢除分組點票制度，將超級區議會議席撥至地區直選；三、提倡2020年立法會選舉議席增至80席，並全面廢除功能組別議席。
學民思潮發言人張秀賢在接受訪問時稱，由於按《基本法》規定，特首候選人必須經由「一個有廣泛代表性的提名委員會」提名產生，所以方案「玩了一個小小的『文字遊戲』」，將全體選民都納入為提名委員會的成員，既免去修改《基本法》之難，又能符合《基本法》中「有廣泛代表性」的規定。
2014年4月15日，學民思潮和香港專上學生聯會（學聯）共同發表對2017年特首選舉辦法的改革方案，繼續堅持「公民提名，必不可少」。方案建議由全港1%選民聯署提名，即可提名一位候選人；提名委員會則應由立法會直選議員組成，若得到多於8%的委員支持，即可提名一位候選人，並無否決提名的權力。他們同時亦建議政府修改《行政長官選舉條例》，取消候選人政黨背景的限制。黃之鋒於記者會上指出，不贊成「公民推薦」和陳方安生香港2020政改方案，因為這些方案中的提名委員會仍可否決港人屬意的候選人，屬「特權階級」。
和平佔中邀請香港各界提供政改方案，並於2014年5月4日和6日的「全民政改商討日」中進行投票，總票數為2560。其中學界方案在15個方案突穎而出，得1142票，為得票最多的方案。得票最多的三個方案——真普選聯盟方案、人民力量方案和學界方案，於一個月後的6.22民間全民投票中，讓市民投票，最後總票數達792808。學界方案得票304319，以三萬票之差敗給真普選聯盟方案。學民思潮發言人黎汶洛認為學界方案敗因在於宣傳策略，忽略了社區網絡的宣傳；但是指出投票結果已顯示全港至少有逾70萬人支持公民提名，「是整體香港人勝利」。

## 其他議題

### 香港國際貨櫃碼頭工潮
2013年4月，學民思潮曾支援葵青貨櫃碼頭工潮，並參與五一遊行。

### 六四事件
學民思潮曾兩度參與六四遊行及六四燭光晚會。其中2013年，學民思潮以「繼承學運精神」為口號，參與六四遊行並自行遊行往中聯辦，惟有關遊行未有申請，被警方視為非法集會。學民思潮部分成員一度躺在金鐘道上抗議，其後遊行往中聯辦。其後六四晚會當晚警方又以阻街為由趕走學民思潮在記利佐治街擺放的街站，晚上更一度指學民思潮非法集會。事後學民思潮批評警方屬打壓。

### 反對梁振英
學民思潮曾在旺角、銅鑼灣及金鐘用吊臂車掛起巨型標語，號召市民參加要求香港行政長官梁振英下台的遊行。

### 學運以外
強颱風韋森特於2012年7月襲港，導致大量膠粒墮海，引發香港膠災，但事件在8月才被揭發。學民思潮在十區街站收集簽名的同時亦派成員拾膠珠。
學民思潮於2013年尾以5.47萬元投得維園年宵市場兩個相連攤位，初次在年宵開設攤位，售賣自家設計、在香港本地印刷、印有「We can't lose hope for democracy」（我們不能對民主失去希望）、「D for Democracy（民主）」和「不要裝睡」等字樣的T恤、布袋和襟章，宣揚民主訊息；同時亦有發售《我不是英雄》《鐵屋吶喊》《給穿過黑衣的人》等跟學民思潮相關的書籍。七天營業額合共為45萬元，淨賺18萬，學民思潮稱收入將用於推動全民提名及五區辭職「公投」。

### 反對「網絡23條」
2015年12月，學民思潮曾多次參與反對《2014版權（修訂）條例草案》（又稱「網絡23條」）的集會，並且其當時的發言人黃子悅有在一些集會中進行公開演説，其中表明學民思潮反對《2014年版權（修訂）條例草案》和希望政府不再堅持五個豁免的傳播罪，而是考慮加入用戶衍生內容或者公平使用。以及多次透過社交網站，例如Instagram、Facebook，宣傳反對《2014年版權（修訂）條例草案》。

## 批評声音

### 反國民教育
《文匯報》批評學民思潮「以反國民教育借題發揮，批鬥教師」，指學民思潮「成為反對派『紅衛兵』，選舉前被利用造勢，嚴重破壞香港尊師重道的傳統美德」。評論員郭中行亦多次在《文匯報》撰文批評學民思潮為「激進反對派」，指他們「已變成反對派『敢死隊』」，並指「激進派」將他們當傀儡，以「違法風險極低」的「小朋友」代替他們承擔法律風險。

### 《ATV焦點》評論爭議
2012年9月3日，亞洲電視（亞視）政治評論節目《ATV焦點》描述泛民主派為立法會的「破壞派」，將當時立法會選舉與學民思潮所發起的反國民教育科行動拉上關係，指反國教只是泛民主派製造的議題，學民思潮之學子只是「破壞派」的棋子，待議題完結後就會「用完即棄」，還指「這些少年玩起政治來拙劣非常，不過是幾名任性使氣的『惡少』」。
亞視的評論引起社會強烈反彈，通訊事務管理局節目播放後收到逾萬封投訴電郵，投訴包括「內容偏頗失實」「違反選舉宣傳公平原則」「有誤導市民及抺黑學民思潮之嫌」等。根據通訊局公布的數字，《ATV焦點》跟與反國教有關的5集節目共收到超過4.2萬宗投訴，亞視亦被通訊局裁定違反《節目守則》，受到警告。黃之鋒指多日佔領行動，沒有任何政黨上台發言，批評亞視「含血噴人，揑造事實」，又指佔領行動令市民更關心社會，「有建設性的」。

## 停止運作
2016年3月20日，學民思潮召開記者會，宣佈決定於即日起停止運作。部份成員會另組香港眾志參政，另一部份成員會另組新學生組織。現時145萬港元經費中，其中70萬會撥至新學生組織，其餘75萬元會撥入「學民思潮法律援助基金」保留7年，為成員之前的行為提供法律援助，7年後如有餘款，將安排捐贈人權組織。新政黨不會獲得學民思潮的經費。

## 外部連結
- 學民思潮官方網站（页面存档备份，存于）
- 學民思潮Facebook專頁（页面存档备份，存于）
- YouTube上的學民思潮頻道